# Marius Maure
Marius Maure, nacido el 1.º de mayo de 1871 en Biskra en Argelia, y fallecido en 1941 en Rouïba (Argelia), fue un fotógrafo francés instalado en Biskra desde 1895 a 1933.

## Elementos biográficos
La comercialización de la producción del estudio estaba asegurada en el mismo estudio pero también en una librería dirigida por el hermano de Marius, Auguste Ambrosio Maue. Antaño gestionada por las familias Vette y después Garcin, esta librería será dirigida finalmente por la familia Roigt a partir de 1928. Se pondrán a la venta, fotografías , postales pero también numerosas guías turísticas que ilustran barrios,  monumentos,  paisajes y escenas de vida de Biskra y de sus alrededores (El Kantara, Sidi Okba, Chetma, Tilatou, Tolga, Tuggurt.......). 
Movilizado a Francia para la guerra 1914-18, Marius Maure cedió temporalmente la dirección del estudio fotográfico a su esposa Marguerite Royer (modista de oficio) que remplazó a su marido en poco tiempo.
Propietario de palmerales en la región de Biskra, Marius participaba activamente en la vida económica de su ciudad. Tuvo tres hijos: Louisette que se hará religiosa y que fallecerá en 1928 a la edad de 30 años, Jeanne que se casará con Octave Habert, carpintero de carros y herrero de la ciudad y André que se casa cuando termina la carrera de médico. Al óbito de su esposa Marguerite en 1933, lamentando que ningún de sus hijos estuviera dispuesto a coger la antorcha, Marius finalmente cedió su estudio en 1934 con los fondos y todo el equipo a la Sra. Thérèse Landron. Alexandre Bougault (hijo), casado con Madame Landron en 1935, instaló allí su estudio.

## Cronología
- 1 de mayo de 1871 : Nacimiento en Biskra (Argelia)
- 1889 : Medalla en la Exposición Universal de París - Recompensa que comparte con su padre Auguste
- hacia 1895 : Toma progresiva de la dirección del estudio por Marius
- 1896 : Medalla de plata en la exposición de  Constantina
- 1899 : Reconversión de las fotos en postales
- hacia 1900 : Apertura de una librería al lado del estudio (en el 35 de la rue Berthe) por su hermano Auguste Ambroise.
- 1906 : Medalla de oro en la exposición colonial de Marsella
- 3 de marzo de 1907 :Muere en Biskra su padre Auguste y toma del control del estudio
- 1914-18 : Mobilizado, cede la gestión a su esposa Marguerite Royer
- 1928 : Auguste Ambroise Maure, hermano de Marius, cede el control comercial de la librería a la familia Roigt
- 1931 : Participación en la exposición colonial de Vichy
- 8 feb. 1933 : Muerte de su esposa Marguerite Royer
- 1934 : Venta del estudio a Mme Landron con todos los fondos, los aparatos y material fotográfico
- 1941 : Muerte en Rouïba cerca de Argel

## El estudioPhotographie Sahariennede Biskra

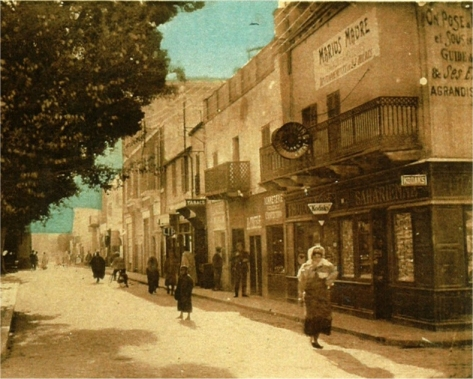
Estudio fotográfico Maure - "Photographie Saharienne" - Biskra - hacia 1910

Marius Maure aseguró la sucesión de su padre Auguste  en la dirección del estudio Photographie Saharienne de Biskra (Argelia) desde el año 1895. Biskra, la reina de las oasis ("Reina de las Ziban") a la puerta del gran desierto de Sáhara, es una ciudad de destino turístico excepcional. Esta estación termal y de invernada acogerá numerosos artistas y personajes ilustrados que contribuirán a asegurarle una fama internacional. Al final del siglo XIX, Biskra se convierte en un verdadero Pont-Aven del desierto. Marius Maure pertenece a los artistas que forman la  Escuela de Biskra  constituida por pintores tales como Eugène Fromentin, Paul Jean Baptiste Lazerges, Eugène Girardet, Gustave Guillaumet, Maurice Bompard o Étienne Dinet así como los fotógrafos Auguste Maure, Émile Frechon, Alexandre Bougault o Rudolf Lehnert. Estos artistas supieron restituir la atmósfera intemporal de esta oasis cuyos modos de vidas parecían permanecer intactos desde la antigüedad.

## Producción fotográfica
El estudio Maure, instalado en el número 33 de la calle Berthe (actual calle de la república) y frente a la plaza Béchu (plaza Ben M´hidi), propone a los numerosos turistas y militares en servicio en la región las fotografías de Biskra y de sus alrededores ofrecidas individualmente o en forma de folletos turísticos. Se ofrecen fotografías en estudio o al aire libre bajo las palmeras a los clientes que tienen la posibilidad, si lo desean, de vestirse con trajes autóctonos o aparecer a lomos de uno de los dromedarios de la familia Maure. Estas fotos, en formato gabinete o CDV, inmortalizan su estancia en este magnífico oasis a las puertas del Sahara argelino.
Los miembros de la tribu de las Ouled Naïls, bailarinas árabes que llevan un atuendo, una cofia y joyería incomparable, garantizan también el interés local. Muy a menudo se las representa en fotos muy populares entre los turistas pero ya no son más que prostitutas cuyo nombre ouled nail no tiene nada que ver con la tradición ancestral.

## Edición de postales
Marius Maure desde el año 1895 transformó el estudio familiar en un lugar de edición de postales.. Numerosas fotos del estudio serán editadas como postales desde 1899 a 1910 bajo la firma "Maure Phot.". Marius aprovecha para editar de nuevo fotografías realizadas por su padre más de veinte años antes. Se convierte en un corresponsal elocal de France Álbum que proporciona numerosas vistas y tipos del sur de Argelia que serán publicados en numerosas obras. Contribuye por ejemplo a la serie especial de álbumes para la educación elemental editada por France Álbum y la ciudad de París. Esta serie de álbumes fueron premiados con una medalla de bronce en la exposición universal de París de 1900. 
Marius logra una medalla de oro en las exposiciones coloniales de Constantina en 1896 y de Marsella en 1906. Participa en la exposición colonial de 1931 en Vichy, y no duda  , según de las fuentes familiares, en traer sus tres méharis (dromedarios corredores). Marius adopta un estilo más moderno sobre toda en una serie de postales color sepia que publica entre los años 1910 y 1930 y colabora con los editores-impresores parisienses Neurdein (ND Phot.), y Lévy & Fils (LL) después con C.A.P. que resulta de la fusión de estas dos sociedades en 1918, con el fin de permitir una difusión a gran escala de sus fotografías.  En los años 50, la editorial La Cigogne reedita una serie de postales a partir de fotos del estudio MAURE. Fotografías de Marius MAURE que representan vistas del Sáhara y de los méharistas son publicadas bajo la denominación "Colección Saharienne".
La edición de postales contribuyó finalmente de modo decisivo a la reputación del estudio "Fotografía Saharienne".  Marius Maure participó así en los años que marcan la edad de oro de la postal en Argelia junto a numerosos fotógrafos ilustres de la época como Neurdein, Geiser, Leroux, Madon, Portier, Prouho, Vollenweider o Bougault.

## Galería

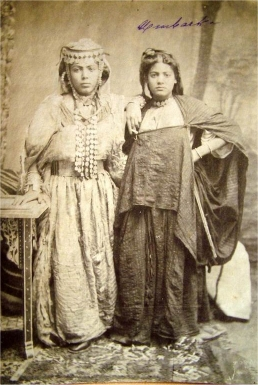
Ouleds Nails - Meryem y Embarka, circa 1888, fotografía
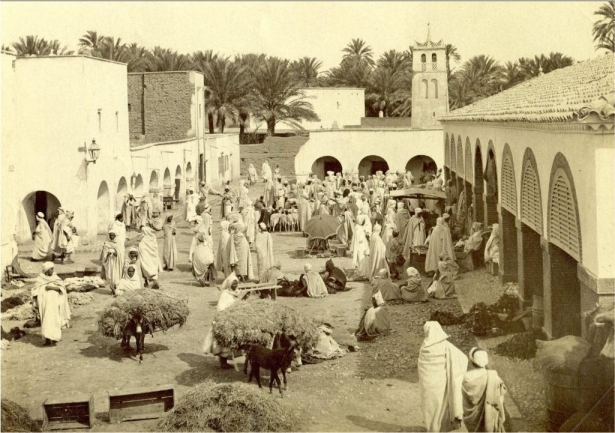
Mercado de Biskra, circa 1895, fotografía
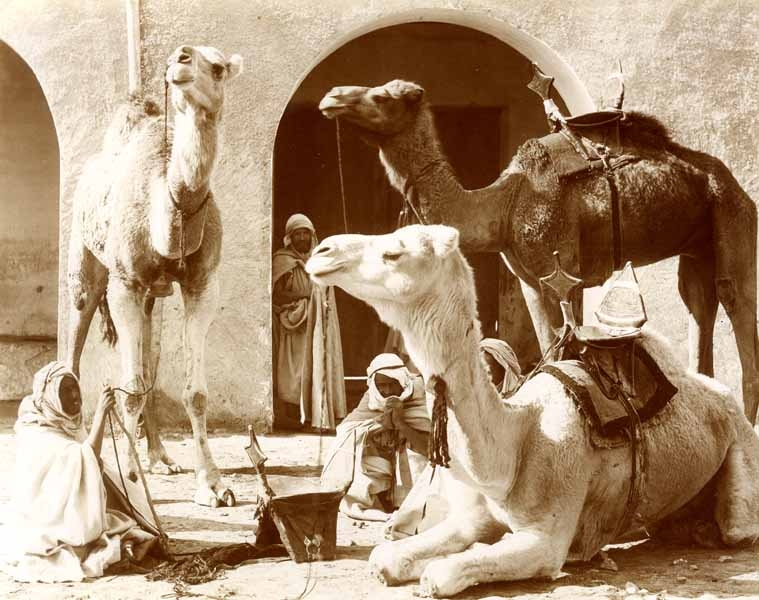
Méharis, Biskra, circa 1895, fotografía
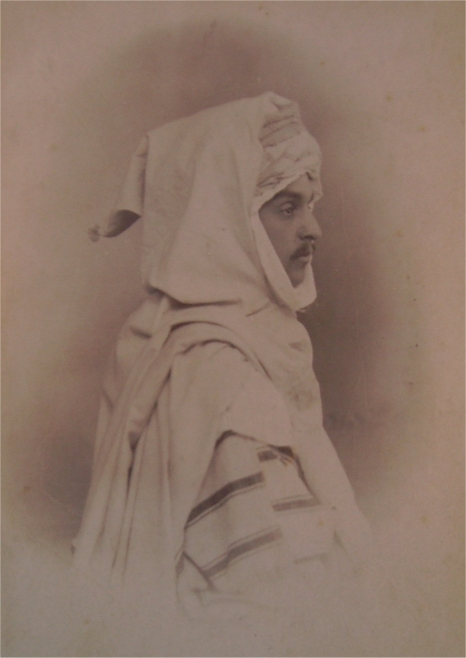
Foto anónima, tarjeta de visita, circa 1900, fotografía
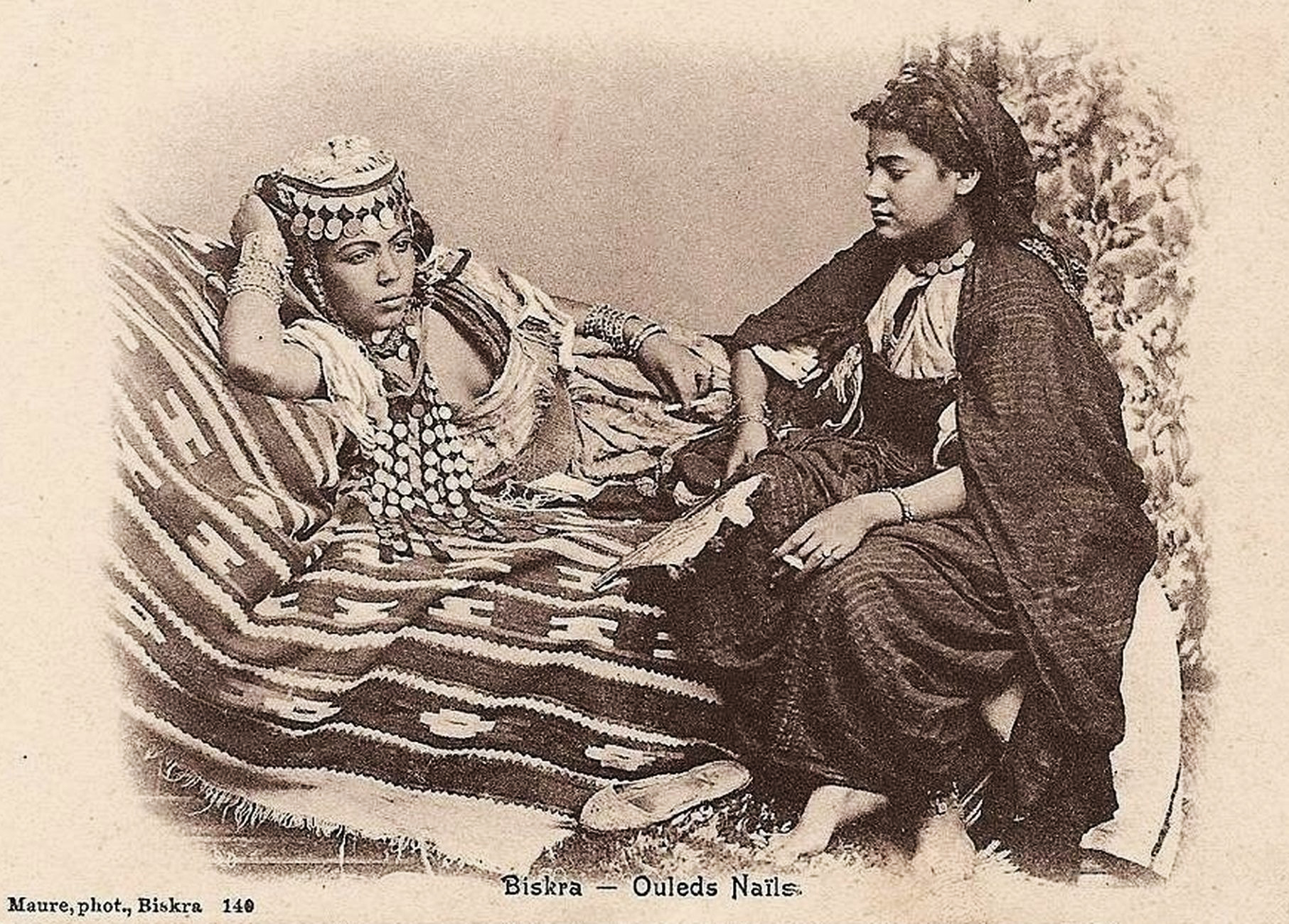
CPA Ouled Nails - Biskra, circa 1900, tarjeta postal
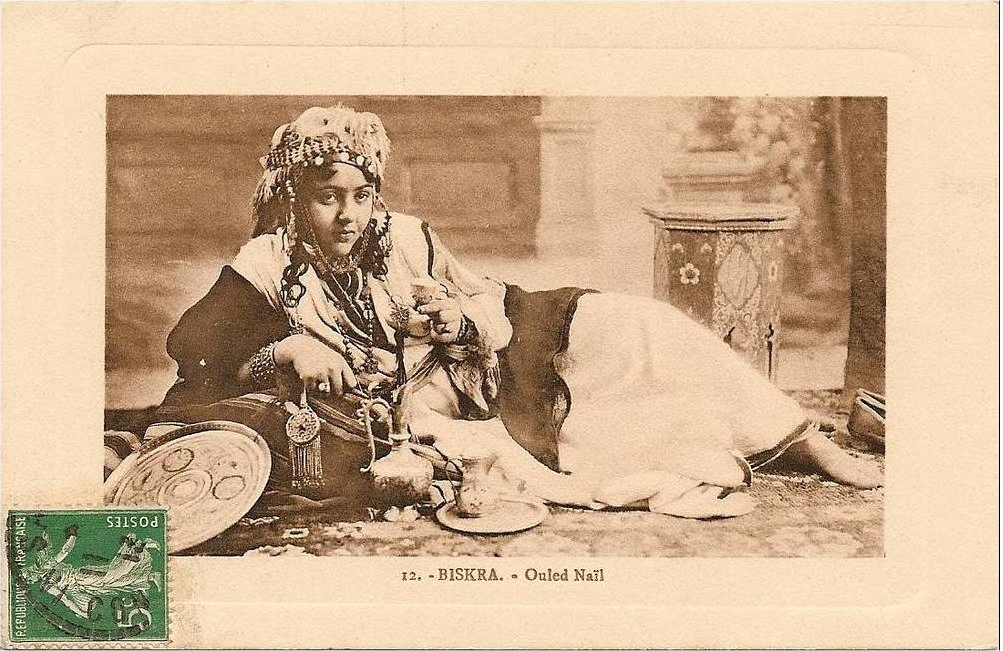
CPA Ouled Nail - Biskra, circa 1900, tarjeta postal
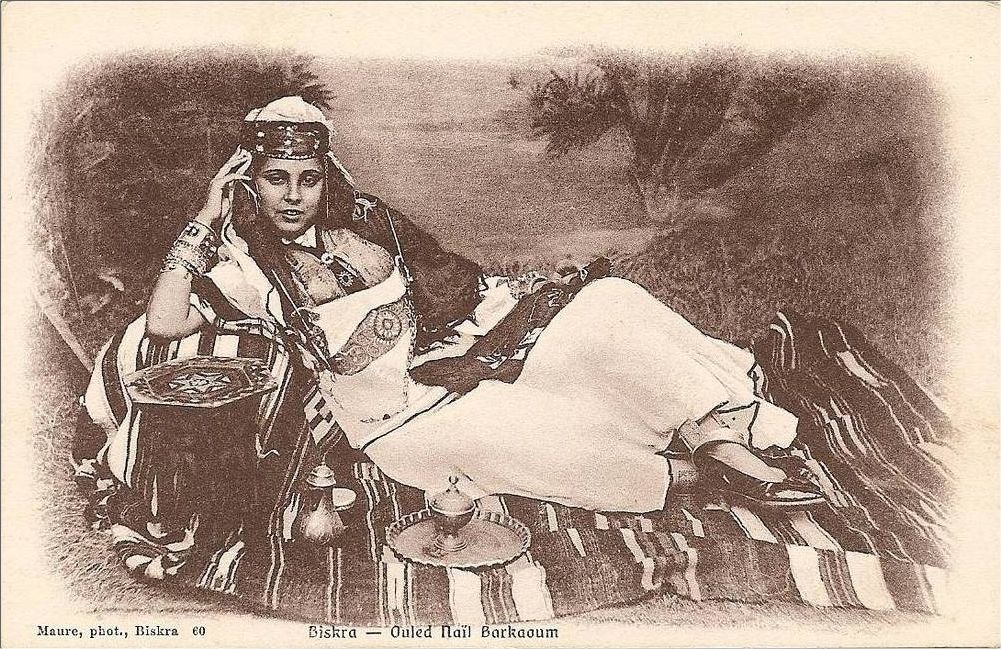
CPA Ouled Nail Barkaoum - Biskra,  1900, tarjeta postal
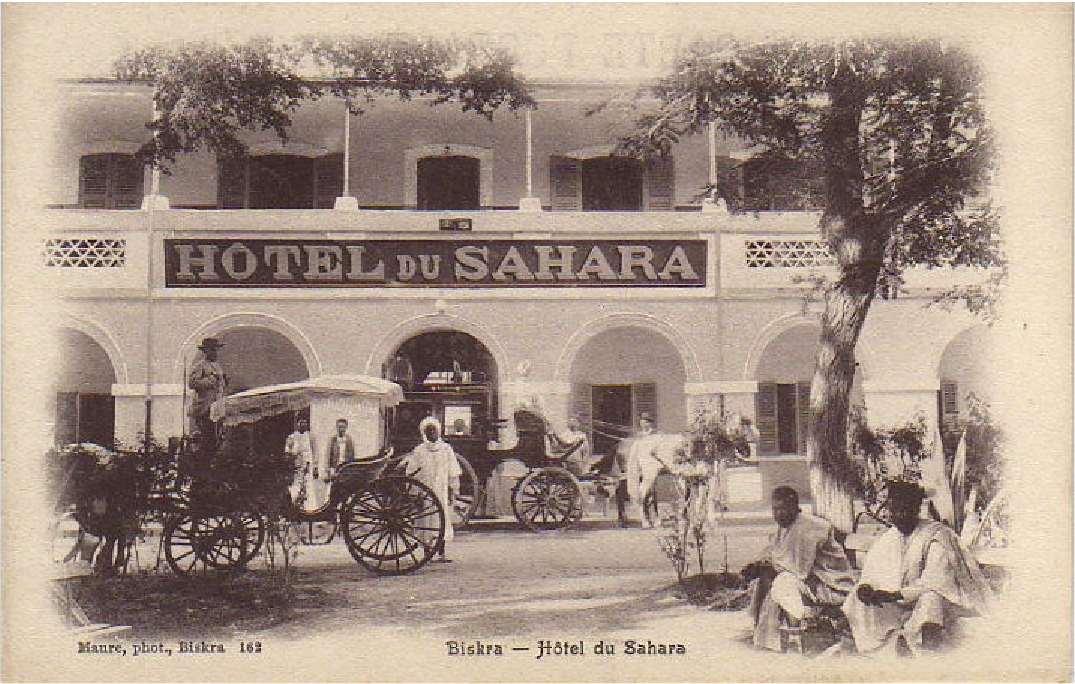
CPA Hotel du Sahara - Biskra,  1910,  tarjeta postal
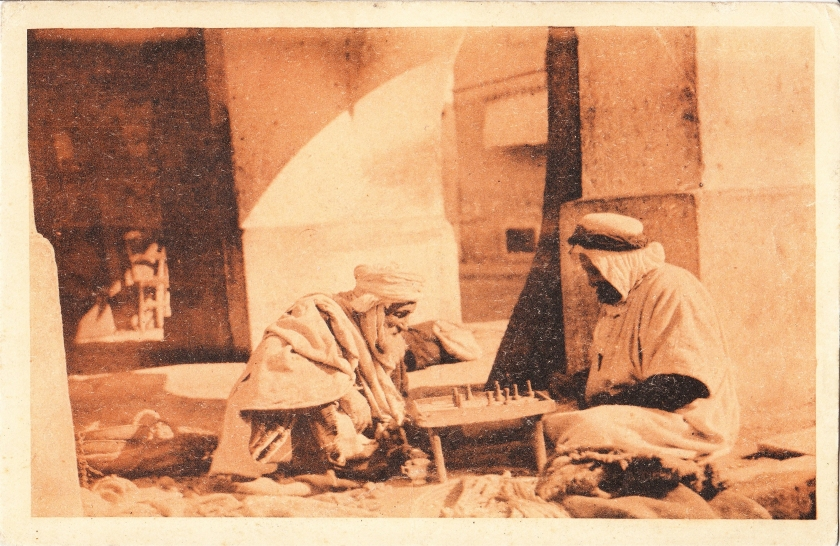
CPA Los jugadores de ajedrez - Biskra, 1920,  tarjeta postal
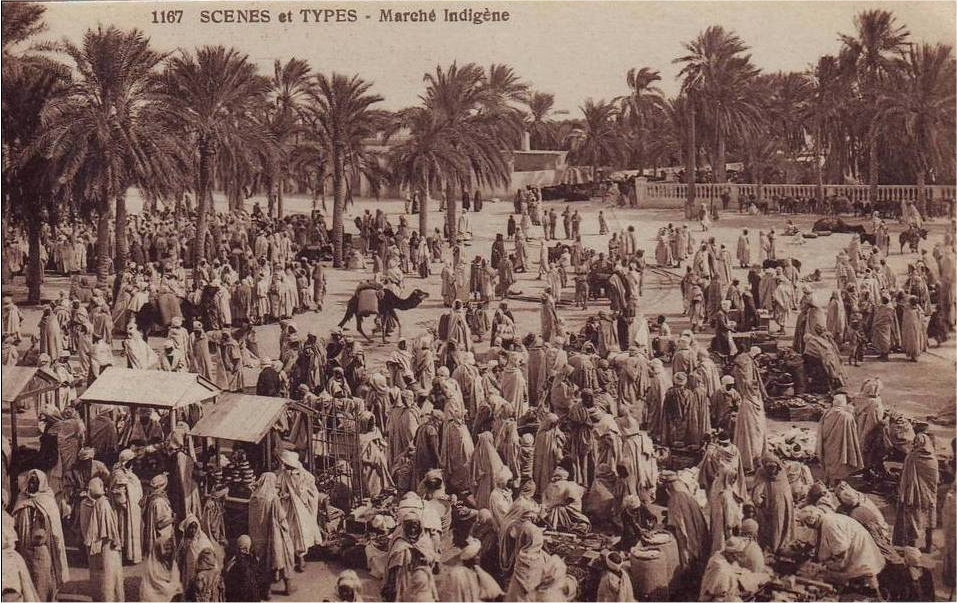
CPA El mercado indígena ,  1920,  tarjeta postal
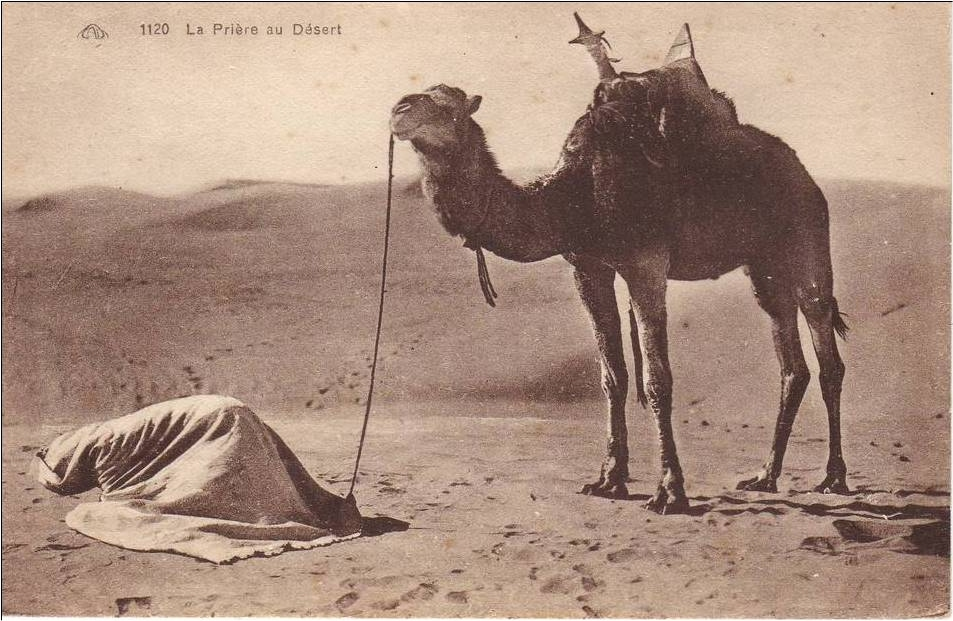
CPA La oración en el desierto, 1920,  tarjeta postal
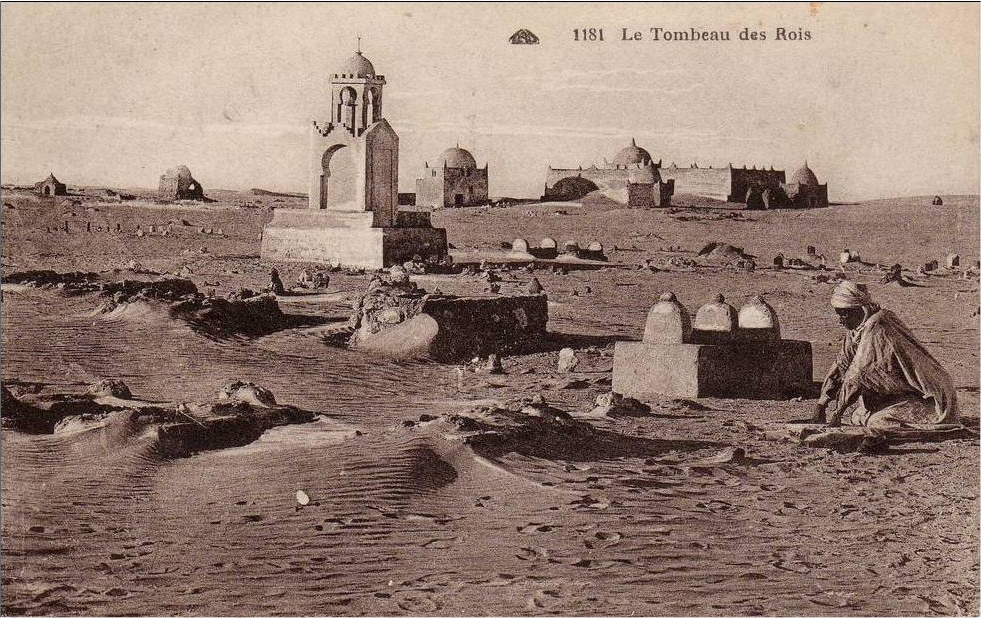
CPA La tumba de los reyes - Tuggurt,  1920,  tarjeta postal

## Publicaciones
- Biskra et ses environs, 78 vista, Nota y un plano, Maure Photographe Biskra, éditions France Album, hacia 1900
- Vues de Biskra, 19 heliografías, Maure Photographe, Biskra, éditions ND Phot., hacia 1900
- Guide de Biskra et ses environss, libreta turística con un plano detallado de la ciudad, éditions Baise & Gouttagny, Lyon, hacia 1910